# Tore Keller
Tore Bertil Gottfrid Keller (* 4. Januar 1905 in Norrköping; † 15. Juli 1988 ebenda) war ein schwedischer Fußballspieler.

## Laufbahn
Keller spielte zwischen 1924 und 1940 für IK Sleipner aus Norrköping, mit denen er 1938 schwedischer Meister wurde. Mit 150 erzielten Ligatoren gehört er derzeit zu den zehn besten Torschützen des Landes.
Keller spielte auch für die schwedische Nationalmannschaft. 1924 gewann er mit der Landesauswahl bei den Olympischen Spielen die Bronzemedaille. Er gehörte zudem zum Kader bei den Weltmeisterschaften 1934, bei der die Mannschaft im Viertelfinale mit 1:2 an Deutschland scheiterte, und 1938, bei der er mit der Nationalelf Vierter wurde. Beim Turnier 1938 gelang ihm ein Tor im Viertelfinalspiel gegen Kuba, das mit einem 8:0-Kantersieg endete.